# DAF XF

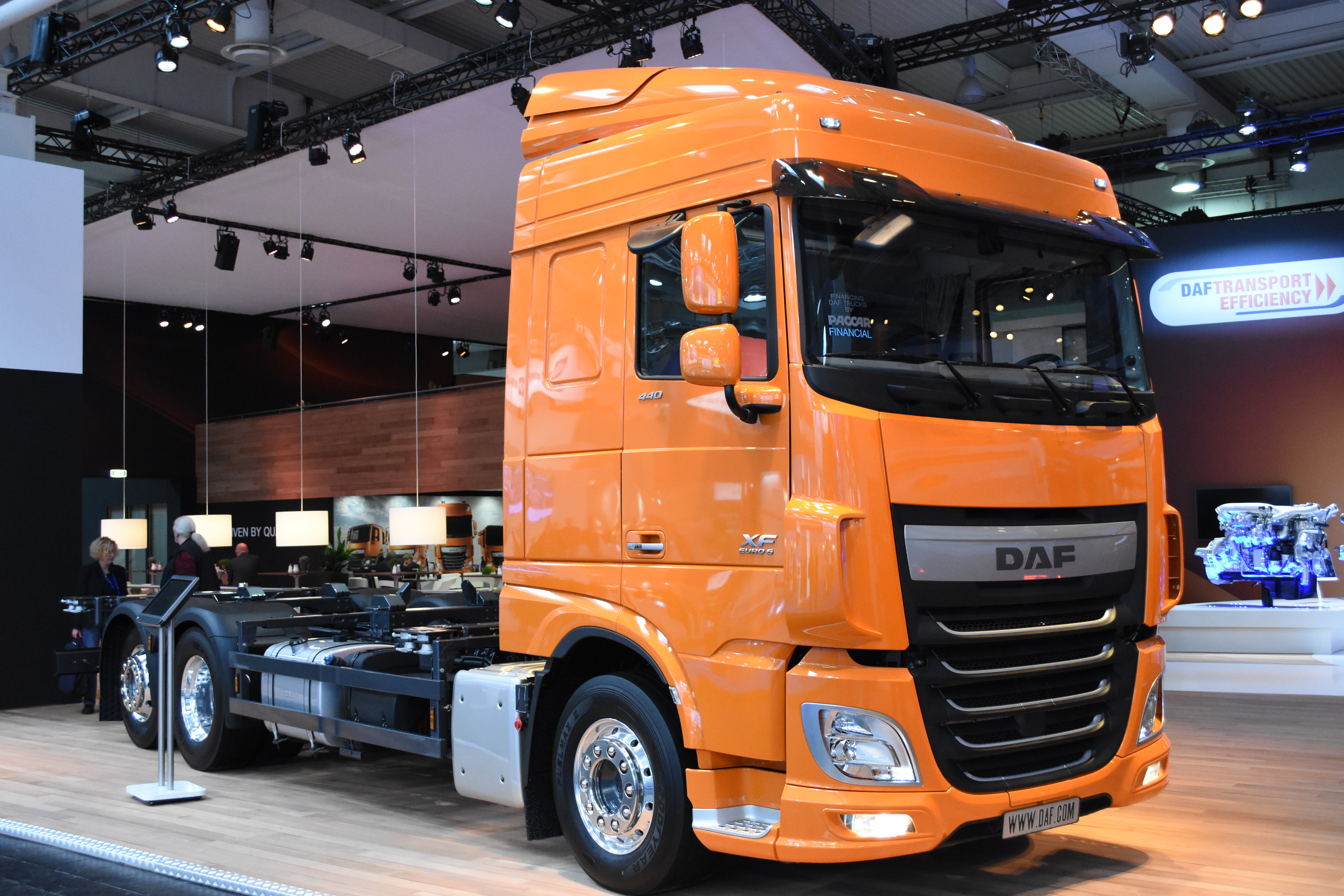
DAF XF Euro 6 Zugmaschine auf der IAA 2016 in Hannover

Der DAF XF Euro 6 ist ein vom niederländischen Hersteller DAF seit Februar 2013 produzierter Fernverkehrs-Lkw und der Nachfolger des DAF XF105.

## Technik
Auf der IAA Nutzfahrzeuge 2012 in Hannover stellte DAF die neue Sattelzugmaschine XF erstmals vor. Das Führerhaus des Vorgängers wurde hierbei umfassend überarbeitet. Ein neugestalteter Kühlergrill mit optimierten Luftströmen erhöht die Kühlung des Motors und senkt den Kraftstoffverbrauch. Das Fahrgestell erhielt eine geänderte Achsaufhängung für eine noch höhere Stabilität.
Im Mittelpunkt bei der Entwicklung des neuen Modells stand die Einführung von Dieselmotoren mit der Abgasnorm Euro 6. Um diese zu erreichen, ist enormer technischer Aufwand nötig, einhergehend mit mehr Gewicht. DAF erreicht die neue Schadstoffnorm durch Common-Rail-Einspritzung mit variablem Turbolader, Abgasrückführung und Abgasnachbehandlung durch DeNOx-Katalysator und Dieselpartikelfilter. Serienmäßig verfügt der XF über einen 90-Liter-Ad-Blue-Tank, optional mit 140 Liter, der unter dem Führerhaus verbaut ist. Der Euro 6 Paccar MX-13 12,9 Liter 6-Zylinder-Dieselmotor ist mit 300 kW/410 PS, 340 kW/460 PS oder 375 kW/510 PS erhältlich. Die Motoren wurden vor Einführung von DAF umfassend erprobt und sind auf 1,6 Millionen Kilometer ausgelegt. Trotz der zusätzlichen Aggregate und höheren Gewichts für die Euro-6-Norm sollen sie weniger Treibstoff benötigen als die Motoren im DAF XF105 mit Euro-5-Schadstoffnorm. Hierbei kommt wohl auch zum Tragen, dass DAF nur ein Mehrgewicht von 90 kg beim XF gegenüber dem XF105 erreichte. Eine neue leichtere Hinterachse für Gesamtzuggewichte bis zu 44 Tonnen und eine Radaufhängung mit einer Stabilink-Konstruktion, die die Funktion des Stabilisators integriert, halfen hierbei, Gewicht zu sparen – ebenso wie auch eine neue Sattelkupplungsbefestigungsplatte und die optimierte Montage der Batteriekästen.
Die Kraftübertragung auf die Hinterräder übernehmen 12- oder 16-Gang-Schaltgetriebe, oder 12- oder 16-Stufen-Automatikgetriebe, die von ZF Friedrichshafen geliefert werden. Alle 150.000 Kilometer ist eine Wartung vorgesehen. Das Kraftstofftankvolumen umfasst maximal 1500 Liter.

## Komfort- und Sicherheitsausstattung
Mitten im Armaturenbrett befindet sich ein Informationsdisplay, das DAF „Driver Performance Assistant“ (DPA) nennt. Der Fahrer erfährt hierüber unter anderem detaillierte Angaben über den Kraftstoffverbrauch und Informationen zum Bremsverhalten. Tipps zu vorausschauender Fahrweise, wie einen höheren Gang einzulegen, erfolgen durch automatische Meldungen und sollen eine effiziente Fahrweise fördern.
Gegenüber dem XF 105 verfügt der XF Euro 6 über neue Sitze, ein neues Armaturenbrett mitsamt neuem Lenkrad und neue Schalter und Becherhalter. Die Liegen wurden auf maximalen Schlafkomfort optimiert und vergrößert. Der Motor wird so montiert, dass – zusammen mit der im Fahrgestell verbauten Kühlung – die Höhe des Fahrerhausbodens trotz der zusätzlichen Aggregate für die Euro-6-Schadstoffnorm nur um 3 Zentimeter stieg. Dadurch bietet das XF Super Space Cab ein Volumen von 12,6 Kubikmeter und ist damit weiterhin das geräumigste Fahrerhaus im Marktsegment der Fernverkehrs-Lkw.
Zu den üblichen Sicherheitssystemen einer Sattelzugmaschine wie Antiblockiersystem, Retarder und Motorbremse gibt es serienmäßig ein Elektronisches Stabilitätsprogramm, das optional mit Auffahrwarnsystem, Abstandsregeltempomat und Notbremsassistent erweitert werden kann. Im Falle einer Kollision ist die Fahrerhausaufhängung energieabsorbierend. Die Beleuchtungsanlage ist auf Wunsch mit LED-Leuchten erhältlich und verfügt auch über Tagfahrlicht und Abbiegelicht.